# Sulfamide
Pour la famille de molécules organiques et d'antibiotiques utilisés en médecine, voir Sulfamidés et Antibiotique sulfamidé.
Le sulfamide, également appelé amide sulfurique, est un composé chimique de formule SO2(NH2)2. C'est un solide blanc, cristallisé dans le système orthorhombique.
On prépare le sulfamide en faisant réagir de l'ammoniac avec du chlorure de sulfuryle.

## Groupe fonctionnelsulfamide
En chimie organique, le terme sulfamide peut également renvoyer au groupe fonctionnel formé par une chaîne organique liée à l'un des atomes d'azote du sulfamide. Ce sont les sulfamidés. Les sulfamides symétriques peuvent être préparés directement à partir d'amines et de dioxyde de soufre SO2 gazeux :

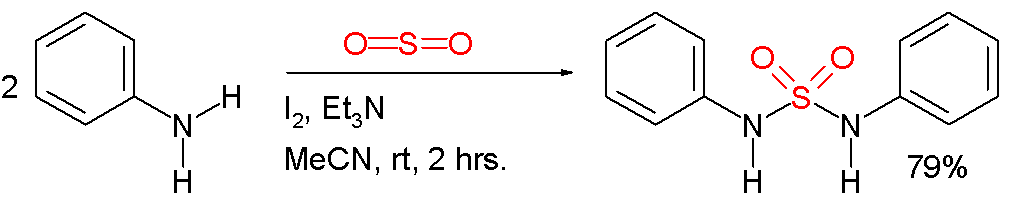
Préparation de sulfonamide à partir d'aniline et de dioxyde de soufre.

Dans cet exemple, les réactifs sont l'aniline, la triéthylamine et l'iode. On pense que le dioxyde de soufre est activé par une série d'intermédiaires : Et3N+SO2−, Et3N-I+I− et Et3N+SO2−.